# 韋塞萊 (圖茲利市鎮)
45°54′19″N 30°3′41″E / 45.90528°N 30.06139°E
韋塞萊（烏克蘭語：Веселе）是位於烏克蘭西南部的村莊，由敖德萨州裡比爾霍羅德-德涅斯特羅夫斯基區的圖茲利市鎮負責管轄。該村始建於1910年，面積0.46平方公里，海拔高度20米，2001年人口107，人口密度每平方公里232.61人。